# راميرو أرياس
راميرو أرياس (بالإسبانية: Ramiro Arias)‏ هو لاعب كرة قدم أرجنتيني في مركز الدفاع، ولد في 6 يناير 1993 في مدينة تريليو في الأرجنتين. لعب مع نادي سان لورينزو.

## وصلات خارجية
- راميرو أرياس على موقع قاعدة بيانات كرة القدم.إي يو (الإنجليزية)
- راميرو أرياس على موقع Soccerway.com (الإنجليزية)
- راميرو أرياس على موقع AS.com (الإسبانية)